# Vinnö
Vinnö è una località (tätort in svedese) del comune di Kristianstad (contea di Scania, Svezia).

## Geografia
Nel 2010 la popolazione era di 536 abitanti.